# Symulatory lotu bojowego
Symulatory lotu bojowego – symulacyjne gry wideo używane do symulowania samolotów wojskowych i działań wykonywanych z ich pomocą. Są one różne od dedykowanych symulatorów lotu używanych w treningach profesjonalnych pilotów, które zwykle zawierają realistyczne odwzorowanie fizyki prawdziwego kokpitu samolotu, zwykle na ruchomej platformie.
Liczba symulatorów lotu bojowego jest większa niż liczba symulatorów lotnictwa cywilnego z powodu różnorodności dostępnych tematów i popytu rynkowego.

## Historia
Od początków gier wideo, Sega produkowała gry arcade, które przypominały gry wideo, jednakże w rzeczywistości były one elektromechanicznymi grami używającymi techniki tylnej projekcji obrazu w sposób podobny do zoetropu, aby produkować animacje na ekranie. jedną z takich elektromechanicznych gier było Jet Rocket, symulator lotu posiadający sterowanie kokpitem umożliwiające poruszanie samolotu gracza po horyzoncie wyświetlanym na ekranie i wystrzeliwanie pocisków na cele eksplodujące po trafieniu. W 1975 roku firma Taito wypuściło symulacyjną grę wideo pod tytułem Interceptor, który był wczesnym pierwszoosobowym bojowym symulatorem lotu. Polegał na pilotowaniu myśliwca odrzutowego używając ośmiokierunkowego joysticka, do celowania i strzelania w samoloty przeciwnika, które poruszały się w formacjach po dwa w grafice 2.5D. Gra Red Baron, firmy Atari Inc. używało grafikę QuadraScan i efektów dźwiękowych aby symulować walkę powietrzną w pierwszej osobie.
Najwcześniejsza wersja Microsoft Flight Simulator (1982) miała prymitywna grafikę, prosty model lotu i możliwość walki samolotowej, w maszynie z pierwszej wojny światowej – Sopwith Camelem. Ta zawartość została usunięta w wersji 4.0, jednakże sam samolot został, jako jeden ze standardowych samolotów. Krótko po wydaniu Microsoft Flight Simulator na komputery 8-bitowe, Microsoft wydało grę Jet w 1985 roku. Ten symulator wykorzystywał prostą grafikę szkieletową i małe pole walki pozwalające na walkę w F-18 i F-16 z MiG-ami. Odświeżanie obrazu na poziomie pięciu lub sześciu klatek na sekundę sprawiało, że gra była ledwo grywalna. Na Atari 2600 także wydawano tytuły próbujące symulować walkę powietrzną. Dwoma najbardziej udanymi tytułami są Mattel’s Air Raiders (1982) i Milton Bradley’s Spitfire Attack (1983). Jednakże sterowanie było bardzo ograniczone, ponieważ kontroler konsoli Atari składał się jedynie z joysticka i pojedynczego przycisku.
We wczesnych latach 2000 wielu rywalizujących ze sobą wydawców ulepszyło rozgrywkę, między innymi NovaLogic wypuszczając serię gier Comanche symulując walkę śmigłowcami, a także Jane’s WWII Fighters od Jane’s Combat Simulations, które ulepszyło między innymi wizualny model zniszczeń. Na konsole, Firma Namco wypuściło Air Combat, które później przerodziło się w serię gier o tym samym tytule.

## Typy
Symulatory lotu bojowego zwykle są klasyfikowane ze względu na: przedział czasowy, typ maszyny i poziom odwzorowania.
Większość dzisiejszych symulatorów wspiera tryb jednego gracza oraz wieloosobowy.
Istnieją symulatory dla większości współczesnych okresów i wojen, w tym:
- I wojna światowa
- II wojna światowa
- Wojna koreańska
- Wojna wietnamska
- Nowoczesne samoloty i śmigłowce

### I wojna światowa
| Tytuł                                   | Wydawca/Deweloper    | Rok    | Uwagi |
| --------------------------------------- | -------------------- | ------ | ----- |
| Knights of the Sky                      | MicroProse           | (1990) |       |
| Red Baron                               | Sierra Entertainment | (1990) |       |
| Wings                                   | Cinemaware           | (1990) |       |
| Dawn Patrol                             | Rowan Software       | (1994) |       |
| Wings of Glory                          | Origin Systems       | (1994) |       |
| Flying Corps                            | Empire Interactive   | (1996) |       |
| Red Baron II                            | Sierra               | (1997) |       |
| Red Baron 3D                            | Sierra               | (1998) |       |
| First Eagles: The Great War 1918        | Third Wire           | (2007) |       |
| Rise of Flight: The First Great Air War | 777 Studios          | (2009) |       |
| Dogfighter                              | Dark Water Studios   | (2010) |       |

### II wojna światowa
| Tytuł                                              | Wydawca/Deweloper           | Rok    | Uwagi                 |
| -------------------------------------------------- | --------------------------- | ------ | --------------------- |
| Ace of Aces                                        | Accolade                    | (1986) |                       |
| Battlehawks 1942                                   | LucasFilm Games             | (1988) |                       |
| Their Finest Hour                                  | LucasFilm Games             | (1989) |                       |
| Chuck Yeager’s Air Combat                          | Electronic Arts             | (1991) |                       |
| Secret Weapons of the Luftwaffe                    | LucasFilm Games             | (1991) |                       |
| Aces of the Pacific                                | Dynamix Sierra              | (1992) |                       |
| B-17 Flying Fortress                               | Vektor Grafix               | (1992) |                       |
| Aces Over Europe                                   | Sierra                      | (1993) |                       |
| 1942: The Pacific Air War                          | MicroProse                  | (1994) |                       |
| Overlord                                           | Rowan Software              | (1994) |                       |
| Air Warrior                                        | Kesmai                      | (1995) |                       |
| Fighter Duel                                       | Jaeger Software             | (1995) |                       |
| Fighter Ace                                        | VR-1 Russia/BST Soft        | (1997) |                       |
| Air Warrior II                                     | Kesmai                      | (1997) |                       |
| Air Warrior III                                    | Kesmai                      | (1997) |                       |
| European Air War                                   | MicroProse                  | (1998) |                       |
| Combat Flight Simulator WWII Europe Series         | Microsoft Games Studio      | (1998) |                       |
| Luftwaffe Commander                                | Strategic Simulations, Inc. | (1999) |                       |
| Fighter Squadron: The Screamin’ Demons Over Europe | Parsoft/Activision          | (1999) |                       |
| Jane’s WWII Fighters                               | Jane’s Combat Simulations   | (1999) |                       |
| Aces High                                          | HiTech Creations            | (2000) |                       |
| B-17 Flying Fortress: The Mighty 8th               | Wayward Design              | (2000) |                       |
| Combat Flight Simulator 2                          | Microsoft Games Studio      | (2000) |                       |
| Rowan’s Battle of Britain                          | Empire Interactive          | (2000) |                       |
| IL-2 Sturmovik                                     | 1C:Maddox Games             | (2001) |                       |
| Combat Flight Simulator 3: Battle for Europe       | Microsoft Games Studio      | (2002) |                       |
| Pacific Fighters                                   | 1C:Maddox Games             | (2004) |                       |
| Battle of Britain II: Wings of Victory             | A2A Simulations             | (2005) |                       |
| Heroes of the Pacific                              | Transmission Games          | (2005) |                       |
| IL-2 Sturmovik: 1946                               | 1C:Maddox Games             | (2006) |                       |
| Attack on Pearl Harbor                             | Legendo Entertainment       | (2007) |                       |
| Dogfights: The Game                                | Kuma Reality Games          | (2007) |                       |
| IL-2 Sturmovik: Birds of Prey                      | Gaijin Entertainment        | (2009) | Wings of Prey na PC   |
| Heroes over Europe                                 | Transmission Games          | (2009) |                       |
| IL-2 Sturmovik: Cliffs of Dover                    | 1C:Maddox Games             | (2011) |                       |
| Birds of Steel                                     | Gaijin Entertainment        | (2012) |                       |
| IL-2 Sturmovik: Battle of Stalingrad               | 1C Game Studios             | (2013) |                       |
| World of Warplanes                                 | Wargaming                   | (2013) |                       |
| War Thunder                                        | Gaijin Entertainment        | (2013) |                       |
| IL-2 Sturmovik: Battle of Moscow                   | 1C Game Studios             | (2016) |                       |
| IL-2 Sturmovik: Battle of Kuban                    | 1C Game Studios             |        | (w trakcie tworzenia) |

### Wojna koreańska
| Tytuł                          | Wydawca/Deweloper    | Rok    | Uwagi |
| ------------------------------ | -------------------- | ------ | ----- |
| Chuck Yeager’s Air Combat      | Electronic Arts      | (1991) |       |
| Sabre Ace: Conflict Over Korea | Eagle Interactive    | (1997) |       |
| MiG Alley                      | Rowan Software       | (1999) |       |
| War Thunder                    | Gaijin Entertainment | (2013) |       |

### Wojna wietnamska
| Tytuł                      | Wydawca/Deweloper | Rok    | Uwagi |
| -------------------------- | ----------------- | ------ | ----- |
| Chuck Yeager’s Air Combat  | Electronic Arts   | (1991) |       |
| Flight of the Intruder     | Spectrum Holobyte | (1991) |       |
| Wings Over Vietnam         | Third Wire        | (2004) |       |
| Strike Fighters 2: Vietnam | Third Wire        | (2009) |       |
| Mach Storm                 | Namco             | (2013) |       |

### Nowoczesne
| Tytuł                                | Wydawca/Deweloper               | Rok    | Uwagi                                                  |
| ------------------------------------ | ------------------------------- | ------ | ------------------------------------------------------ |
| F-15 Strike Eagle                    | MicroProse                      | (1985) |                                                        |
| Falcon                               | Spectrum HoloByte               | (1987) |                                                        |
| F/A-18 Interceptor                   | Electronic Arts                 | (1988) |                                                        |
| F-19 Stealth Fighter                 | MicroProse                      | (1988) |                                                        |
| F-15 Strike Eagle II                 | MicroProse                      | (1989) |                                                        |
| Fighter Bomber                       | Vektor Grafix                   | (1989) | Wydane jako Strike Aces w USA                          |
| F29 Retaliator                       | DID                             | (1989) | Symulator fikcyjnego samolotu                          |
| Apache Strike                        | Activision                      | (1989) |                                                        |
| A-10 Tank Killer                     | Dynamix                         | (1990) |                                                        |
| Chocks Away                          | The Fourth Dimension            | (1990) |                                                        |
| F-22 Interceptor                     | Ingram Entertainment            | (1991) |                                                        |
| F-117A Nighthawk Stealth Fighter 2.0 | Microprose                      | (1991) |                                                        |
| LHX                                  | Electronic Arts                 | (1991) |                                                        |
| Top Gun: Danger Zone                 | Konami                          | (1991) |                                                        |
| Birds of Prey                        | Electronic Arts                 | (1991) |                                                        |
| Chuck Yeager’s Air Combat            | Electronic Arts                 | (1991) |                                                        |
| AV-8B Harrier Assault                | Domark                          | (1992) |                                                        |
| Combat Air Patrol                    | Psygnosis                       | (1993) |                                                        |
| F-15 Strike Eagle III                | MicroProse                      | (1993) |                                                        |
| Tornado                              | Digital Integration             | (1993) |                                                        |
| TFX                                  | DID                             | (1993) |                                                        |
| Dogfight                             | MicroProse                      | (1993) |                                                        |
| Fleet Defender                       | MicroProse                      | (1994) |                                                        |
| Strike Commander                     | Origin Systems                  | (1994) |                                                        |
| Comanche                             | Novalogic                       | (1994) |                                                        |
| EF2000                               | DID                             | (1995) |                                                        |
| Apache Longbow                       | Digital Integration             | (1995) |                                                        |
| Su-27 Flanker                        | Eagle Dynamics                  | (1995) |                                                        |
| A-10 Attack!                         | Parsoft Interactive             | (1995) |                                                        |
| Air Combat                           | Namco                           | (1995) |                                                        |
| Coala                                | Empire Interactive              | (1995) |                                                        |
| Comanche                             | Novalogic                       | (1995) |                                                        |
| Navy Strike                          | Rowan Software                  | (1995) |                                                        |
| F-22 Lightning II                    | Novalogic                       | (1996) |                                                        |
| Jane’s AH-64D Longbow                | Jane’s Combat Simulations       | (1996) |                                                        |
| A-10 Cuba!                           | Activision                      | (1996) |                                                        |
| Bogey Dead 6                         | SCEE                            | (1996) |                                                        |
| Jane’s Fighters Anthology            | Electronic Arts                 | (1997) |                                                        |
| JSF                                  | Eidos                           | (1997) |                                                        |
| Hind                                 | Digital Integration             | (1997) |                                                        |
| F/A-18 Korea                         | Graphic Simulations Corporation | (1997) |                                                        |
| F-22 Raptor                          | NovaLogic                       | (1997) |                                                        |
| F-22: Air Dominance Fighter          | DID                             | (1997) |                                                        |
| Jane’s Longbow 2                     | Jane’s Combat Simulations       | (1997) |                                                        |
| Falcon 3.0                           | Spectrum Holobyte               | (1997) |                                                        |
| Comanche 3                           | Novalogic                       | (1997) |                                                        |
| Jane’s F-15                          | Jane’s Combat Simulations       | (1998) |                                                        |
| Falcon 4.0                           | MicroProse                      | (1998) |                                                        |
| Enemy Engaged: Apache vs Havoc       | Razorworks                      | (1998) |                                                        |
| Aero Fighters Assault                | Paradigm Entertainment          | (1998) |                                                        |
| Comanche Gold                        | Novalogic                       | (1998) |                                                        |
| Mig-29 Fulcrum                       | Novalogic                       | (1998) |                                                        |
| F-22 Lightning 3                     | NovaLogic                       | (1999) |                                                        |
| Jane’s F/A-18                        | Jane’s Combat Simulations       | (1999) |                                                        |
| AeroWings 2: Airstrike               | Crave Entertainment and CRI     | (2000) |                                                        |
| Airforce Delta                       | Konami                          | (2000) |                                                        |
| Eurofighter Typhoon                  | DID                             | (2001) |                                                        |
| Comanche 4                           | Novalogic                       | (2001) |                                                        |
| Flanker 2.5                          | Eagle Dynamics                  | (2002) |                                                        |
| Aces of the Air                      | Highwaystar                     | (2002) |                                                        |
| AirForce Delta Storm                 | Konami                          | (2002) |                                                        |
| Lock On: Modern Air Combat           | Eagle Dynamics                  | (2003) |                                                        |
| F/A-18 Operation Iraqi Freedom       | Graphsim Entertainment          | (2003) |                                                        |
| Airforce Delta Strike                | Konami                          | (2004) |                                                        |
| Falcon 4.0: Allied Force             | Lead Pursuit                    | (2005) |                                                        |
| Red Jets                             | Graffiti Entertainment          | (2006) |                                                        |
| Wings Over Europe                    | Third Wire Productions          | (2006) |                                                        |
| Strike Fighters 2                    | Third Wire Productions          | (2008) |                                                        |
| Digital Combat Simulator             | Eagle Dynamics                  | (2008) | Zawiera samoloty od II wojny światowej do nowoczesnych |
| Apache: Air Assault                  | Gaijin Entertainment            | (2010) |                                                        |
| Strike Fighters 2: North Atlantic    | Third Wire Productions          | (2012) |                                                        |
| Take on Helicopters                  | Bohemia Interactive             | (2012) |                                                        |
| Combat Air Patrol 2                  | Sim155 Limited                  |        | (w trakcie tworzenia)                                  |
| Seven G                              | SWP SOFT                        |        |                                                        |